# Саид ибн Бути
Саид ибн Бути Аль Мактум (араб. سعيد بن بطي آل مكتوم) или Саид I (ум. 1859, Дубай) — второй шейх Дубая из династии Аль Мактум. Сменил на троне Мактума ибн Бути Аль Мактума в 1852 году.
Брат Мактума, умершего естественной смертью, Саид унаследовал небольшую, но процветающую прибрежную общину. Собственный сын Мактума, Хашер, считался слишком молодым, чтобы править.

## Биография
Саид ибн Бути был братом создателя шейхства Дубай Мактума ибн Бути. Как и Мактум ибн Бути, он большое внимание уделял обновлению укреплений города Дубай. Заключил союзы с правителями шейхств Абу-Даби и Умм-эль-Кайвайн, укрепляя позиции Дубая и играя на противоречиях между этими шейхствами. В 1853 году Саид ибн Бути заключает с Великобританией договор, согласно которому вопросы обороны и внешней политики передавались в ведение британской короны, и таким образом Дубай становился частью Договорного Омана (Trucial-Coast).
Шейх Саид умер в декабре 1859 года от оспы, болезни, от которой погиб его брат Мактум, а также еще один брат и племянник. Ему на троне Дубая наследовал шейх Хашер ибн Мактум.